# Фертёсентмиклош
Фертёсентмиклош (венг. Fertőszentmiklós) — город в Шопрон-Фертёдском районе медье Дьёр-Мошон-Шопрон, Венгрия. Население — 3891 человек (2012). Подавляющее большинство населения — венгры (98,3 %), преобладающее вероисповедание — римо-католики (92,8 %).
Город стоит на автодороге M85 Шопрон — Дьёр и параллельной ей железной дороге. Рядом с городом расположен небольшой аэропорт. Через город протекает небольшая река Иква, на которой вокруг города создана сеть мелиоративных каналов. Главные достопримечательности города — церковь Святого Николая (1725 год) и несколько старинных уличных скульптур: Дева Мария с Младенцем, Пьета, Христос на кресте.

## Население
| Год  | Численность | Численность |
| ---- | ----------- | ----------- |
| 2013 | 3876        | [ 3 ]       |
| 2014 | 3870        | [ 4 ]       |
| 2015 | 3854        | [ 5 ]       |
| 2021 | 3935        | [ 6 ]       |
| 2022 | 3902        | [ 7 ]       |
| 2023 | 3898        | [ 8 ]       |
| 2024 | 3939        | [ 1 ]       |

## Города-побратимы
- Леополдов, Словакия
- Плайдельсхайм, Германия (1994)[9]